# Horst Köhler

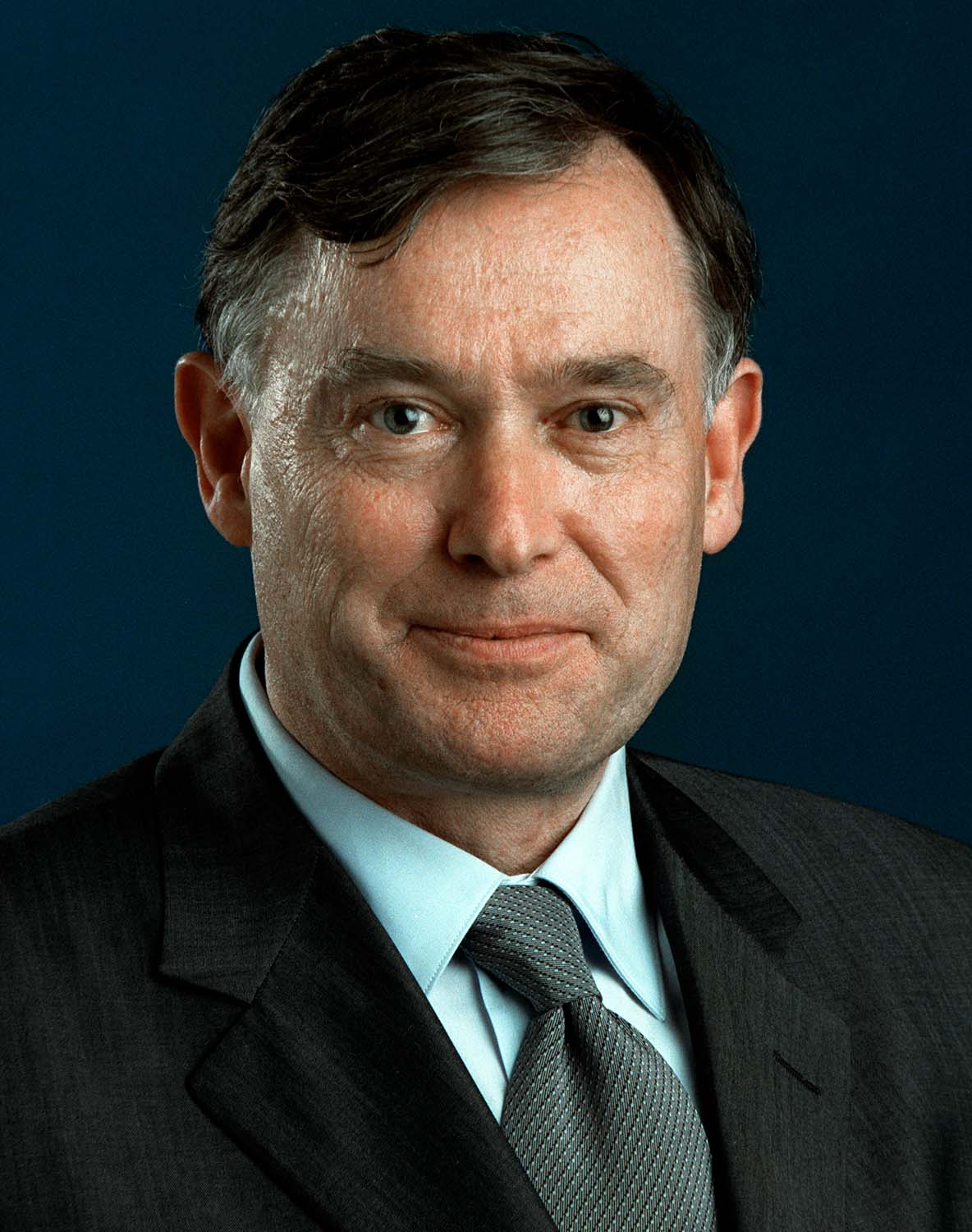
Horst Köhler (2004)

Horst Köhler (* 22. Februar 1943 in Heidenstein, Generalgouvernement; † 1. Februar 2025 in Berlin) war ein deutscher Politiker (CDU) und Ökonom. Von 2000 bis 2004 war er Geschäftsführender Direktor des Internationalen Währungsfonds (IWF). Anschließend amtierte er von 2004 bis zu seinem Rücktritt 2010 als neunter Bundespräsident Deutschlands.

## Leben

### Herkunft
Horst Köhler wurde als siebtes von acht Kindern einer bessarabiendeutschen Bauernfamilie in dem polnischen Dorf Skierbieszów, das während der deutschen Besetzung Polens bis 1944 Heidenstein hieß, in der heutigen Woiwodschaft Lublin geboren. Seine Eltern, Eduard Köhler (1904–1959) und Elisabetha Köhler, geb. Bernhard (1904–1994), stammten aus Ryschkanowka (heute Rîșcani in der Republik Moldau), wurden im Herbst 1940, nach der sowjetischen Besetzung der Provinz Bessarabien, umgesiedelt und im August 1942 im Rahmen der Aktion Zamość als selbstständige Bauern in Heidenstein angesiedelt.

### Frühe Jugend
Im Jahr 1944 wurde die Mutter mit vier ihrer Kinder aufgrund zunehmender Partisanenüberfälle im Ansiedlungsgebiet in ein Auffanglager (Łódź) im Warthegau gebracht. Der Vater verblieb auf dem zugewiesenen Hof. Beim Vorrücken der Roten Armee im Januar 1945 flüchtete die Familie. In Zöbigker bei Leipzig versuchten die Eltern erneut, eine bäuerliche Existenz aufzubauen. Als die Kollektivierung der Landwirtschaft drohte, entschloss sich die Familie 1953, die DDR über West-Berlin zu verlassen. Bis 1957 lebte die Familie in Flüchtlingslagern, unter anderem im schwäbischen Backnang.
Die Familie Köhler fand in Ludwigsburg eine feste Bleibe. Horst Köhler besuchte das dortige Mörike-Gymnasium und machte 1963 sein Abitur. In seiner Jugend war er Pfadfinder. Im September 1962 wohnte er als 19-Jähriger der Rede an die deutsche Jugend des französischen Staatspräsidenten Charles de Gaulle im Ludwigsburger Schlosshof bei.
In einem im Dezember 2007 geführten Interview gab Köhler an, sich „nicht als Vertriebener zu fühlen“.

### Ausbildung
Von 1963 bis 1965 leistete er den Wehrdienst in der Herzog-Albrecht-Kaserne in Münsingen ab und blieb weitere sechs Monate Zeitsoldat beim Panzergrenadierbataillon 302 in Ellwangen, um als Leutnant der Reserve auszuscheiden. Von 1965 bis 1969 studierte Köhler an der Eberhard Karls Universität Tübingen Volkswirtschaftslehre und Politikwissenschaft und schloss 1969 als Diplom-Volkswirt ab. Köhler war Mitglied der Verbindung Normannia Tübingen, aus der er später wieder austrat. Von 1969 bis 1976 war er am Institut für Angewandte Wirtschaftsforschung in Tübingen wissenschaftlicher Referent. Im September 1977 wurde er in Tübingen mit einer von Alfred Eugen Ott betreuten Arbeit zum Thema Freisetzung von Arbeit durch technischen Fortschritt promoviert.

### Stationen des Berufslebens
Von 1976 bis 1980 war er im Bundesministerium für Wirtschaft in der Grundsatzabteilung tätig. 1981 wurde Köhler Mitglied der CDU und wechselte im gleichen Jahr in die Staatskanzlei der Landesregierung von Schleswig-Holstein unter Ministerpräsident Gerhard Stoltenberg. Auf dessen Vorschlag hin wurde Köhler 1982 Leiter des Ministerbüros und Leiter der Unterabteilung I A im Bundesministerium der Finanzen. 1987 wurde er Leiter der Abteilung I im Bundesfinanzministerium für Grundsatzfragen der Finanzpolitik, finanzielle Fragen einzelner Bereiche und industrielles Bundesvermögen. Ab 1989 war er Leiter der Abteilung VII des Bundesfinanzministeriums für Geld und Kredit.

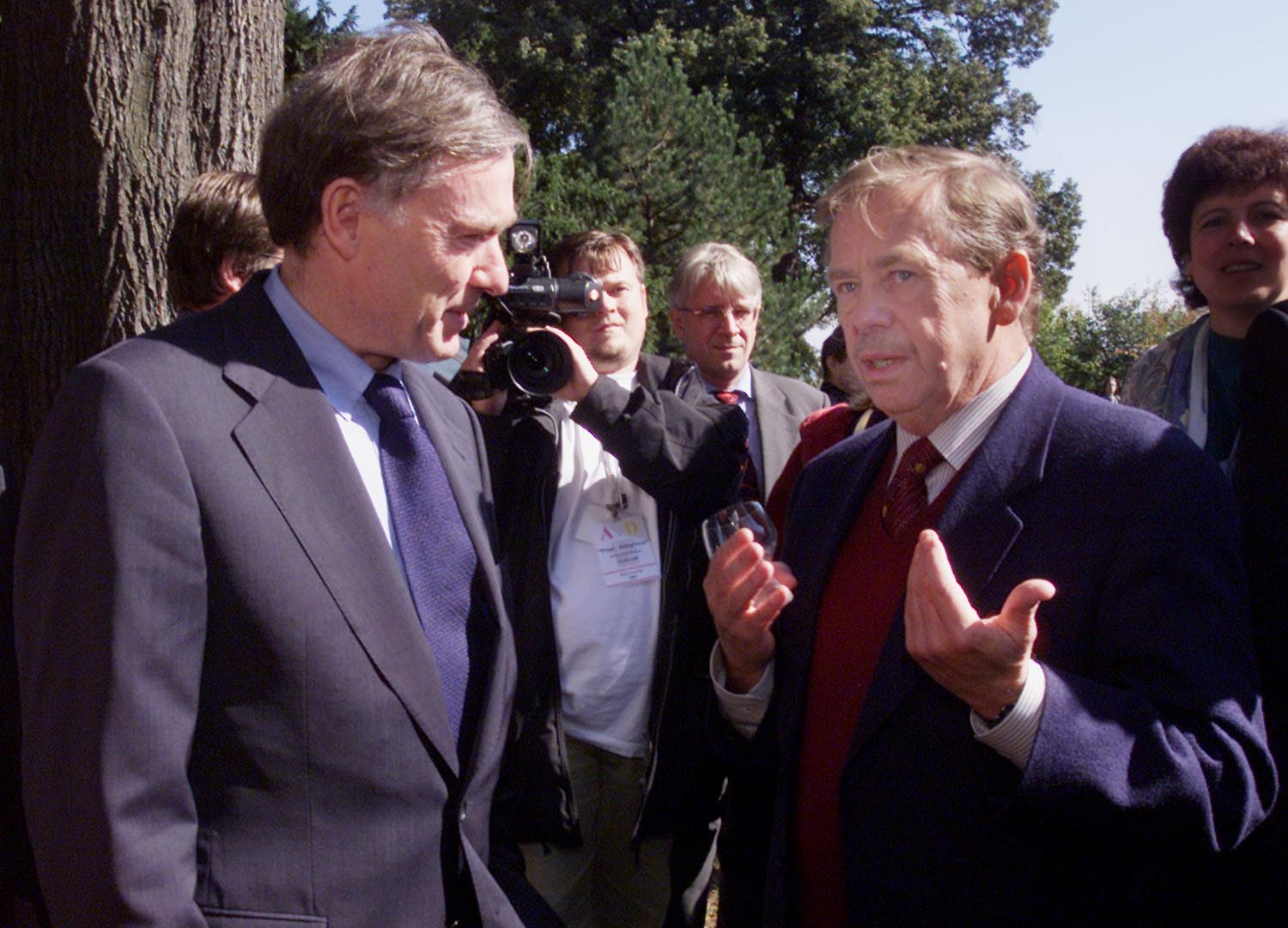
Horst Köhler und Václav Havel 2000

Von 1990 bis 1993 war Köhler Staatssekretär im Bundesfinanzministerium als Nachfolger von Hans Tietmeyer. Er war verantwortlich für finanzielle und monetäre Beziehungen und damit der maßgebliche deutsche Unterhändler bei den Verhandlungen zum Vertrag von Maastricht und teilweise bei jenen für die Deutsche Wiedervereinigung. Köhler, der mit Russland Milliardenzahlungen für den Abzug der Gruppe der Sowjetischen Streitkräfte in Deutschland aus Deutschland aushandelte, regelte auch die deutsche Finanzhilfe für den Golfkrieg 1991, d. h. die Zahlung von ca. 12 Mrd. DM an die USA. Als so genannter Sherpa des Bundeskanzlers Helmut Kohl sowie als dessen persönlicher Vertreter bereitete er die G7-Wirtschaftsgipfel in Houston (1990), London (1991), München (1992) und Tokio (1993) vor. Laut Lorenz Maroldt, Chefredakteur des Tagesspiegels, war Köhler in seiner Eigenschaft als Staatssekretär maßgeblich an der Gestaltung der deutschen Währungs-, Wirtschafts- und Sozialunion beteiligt.
Von 1993 bis 1998 leitete er als Präsident den Deutschen Sparkassen- und Giroverband und anschließend zwei Jahre lang (bis 2000) die Europäische Bank für Wiederaufbau und Entwicklung (EBWE).

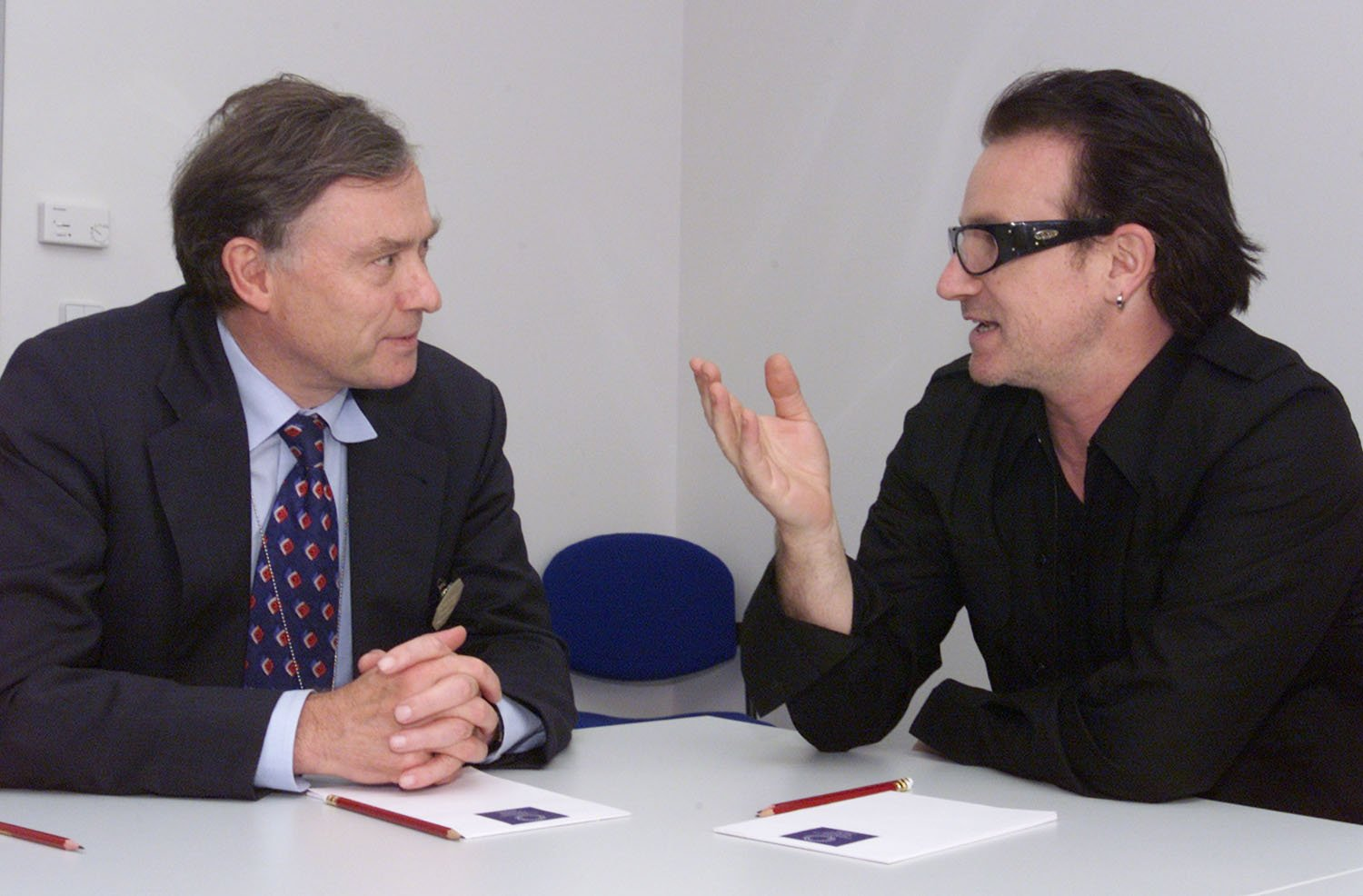
Köhler im Gespräch mit dem Sänger Bono der irischen Rockband U2 (2000)

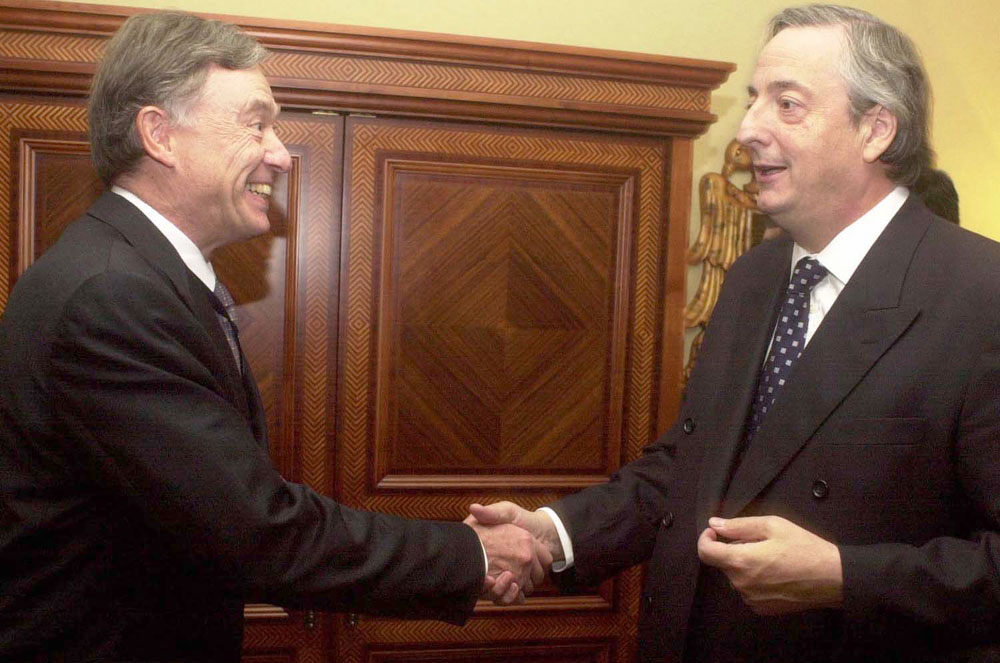
Köhler als Direktor des IWF mit Néstor Kirchner, dem Präsidenten Argentiniens (2004)

Im Jahr 2000 wurde Köhler auf Vorschlag des Bundeskanzlers Gerhard Schröder (SPD) zum Geschäftsführenden Direktor des Internationalen Währungsfonds (IWF) bestellt. Schröder schlug zuerst Caio Koch-Weser vor, den die US-Regierung aber ablehnte. Daraufhin fragte Schröder Altbundeskanzler Helmut Schmidt (SPD) um Rat, der ihm Köhler empfahl, weil dieser „öffentliches Ansehen in der Welt“ besitze und von den USA akzeptiert werde. Als achter Direktor hatte Köhler diese Führungsfunktion bis zum 4. März 2004 inne.
Als eine seiner ersten Amtshandlungen empfing Köhler zusammen mit dem britischen Schatzkanzler Gordon Brown eine Delegation von Anti-Armutsaktivisten. Mit Sänger und Aktivist Bono diskutierte Köhler eine Kampagne zur Entschuldung der ärmsten Entwicklungsländer, durch IWF, Weltbank und staatliche Kreditgeber.
Während der Asienkrise von 1997 und 1998 verbrachte Köhler einige Zeit in Indonesien. Als Direktor des IWF zitierte er die dort gemachten Erfahrungen als Beispiel für den seines Erachtens zu aufdringlichen und detailorientierten Führungsstil des Währungsfonds.
Diese Einschätzung drückte sich auch in Köhlers Position zu den Finanz- und Wirtschaftskrisen um die Jahrtausendwende in Brasilien, Argentinien und der Türkei aus. Köhler, der Überschneidungen mit der Arbeit der Weltbank vermeiden wollte, plädierte für einen umfassenderen makroökonomischen Führungsstil sowie für den Ausbau von IWF-Kompetenzen zu internationalen Finanz- und Kapitalmärkten. Kurz nach Amtsübernahme gründete er dazu die „Financial Sector Review Group“ unter der Leitung von John Lipsky. Auf Vorschlag Lipskys errichtete Köhler im März 2001 zudem die Abteilung Internationale Kapitalmärkte zur Antizipation und Abwehr von Finanzkrisen in Ländern mit IWF-Anleihen.
Während seiner Zeit als Direktor des Internationalen Währungsfonds unternahm Köhler zahlreiche Afrikareisen und sprach sich dafür aus, die Armutsbekämpfung auf dem Kontinent zu einer Hauptaufgabe des Fonds zu machen. Dazu müsse der Westen lernen „zuzuhören“ und Afrikanern mehr Raum in der Gestaltung von Reformen einräumen, so Köhler auf einer Auslandsreise nach Mali im Januar 2001.
Nach über 20-jähriger Tätigkeit in der Finanz- und Währungspolitik wurde er im Herbst 2003 an der Universität Tübingen gleichzeitig mit Wilhelm Rall zum Honorarprofessor ernannt.
Am 23. Mai 2004 wurde Köhler zum neunten Bundespräsidenten der Bundesrepublik Deutschland gewählt. Dieses Amt trat er am 1. Juli 2004 an. Am 23. Mai 2009 wurde er mit 613 Stimmen im ersten Wahlgang für eine weitere Amtsperiode wiedergewählt. Wie üblich ruhte seine CDU-Mitgliedschaft während seiner Amtszeit. Am 31. Mai 2010 erklärte er seinen Rücktritt vom Amt des Bundespräsidenten, den er mit der Kritik an seinen Äußerungen in der Debatte zum Afghanistan-Einsatz der Bundeswehr begründete.
Nach seinem Rücktritt trat Köhler zunächst nicht öffentlich auf. Erst am 24. Januar 2011 hielt er an der Universität Tübingen eine Rede über die Reform des internationalen Währungssystems als Projekt kooperativer Weltwährungspolitik (Palais-Royal Initiative).
Im Herbst und Winter 2010 erarbeitete Köhler mit renommierten Finanzexperten aus aller Welt Empfehlungen für die G20. Im August 2012 wurde Köhler vom Generalsekretär der Vereinten Nationen in das High Level Panel of Eminent Persons on the Post-2015 Development Agenda berufen, einem Gremium global anerkannter Persönlichkeiten, die einen Vorschlag für neue globale Entwicklungsziele erarbeiten sollten.
Köhler gehörte zu den internationalen Beratern von Kulczyk Investments SA mit Sitz in Luxemburg, einer Gesellschaft des reichsten polnischen Unternehmers Jan Kulczyk.
Am 16. August 2017 wurde Köhler vom UN-Generalsekretär Antonio Guterres als UN-Sondergesandter für die Westsahara berufen, wo er als Vermittler im Westsaharakonflikt zwischen Marokko und der Frente Polisario tätig wurde. Er trat die Nachfolge des US-Diplomaten Christopher W. S. Ross an. Dieses Amt legte er im Mai 2019 aus gesundheitlichen Gründen nieder.

### 9. Bundespräsident der Bundesrepublik Deutschland (2004–2010)

#### Kandidatur
Am 4. März 2004 nominierten CDU, CSU und FDP Köhler als gemeinsamen Kandidaten für die Wahl des Bundespräsidenten am 23. Mai 2004. Daraufhin legte Köhler sein Amt als Geschäftsführender Direktor des Internationalen Währungsfonds nieder.
Aufgrund der Stimmenverhältnisse in der Bundesversammlung galt Köhler als Favorit auf die Nachfolge von Johannes Rau gegenüber der Kandidatin der Regierung, Gesine Schwan (SPD). Die Nominierung Köhlers wurde in der Öffentlichkeit unterschiedlich aufgenommen: Während aus Wirtschaftskreisen einmütige Unterstützung geäußert wurde, störten sich andere Kreise wie etwa DGB oder Attac an dem Umstand, dass Köhlers Profil fast ausschließlich durch seine Rolle im Wirtschaftsleben geprägt sei. Wieder andere hoben gerade dies als Pluspunkt hervor, da man erstmals in der Geschichte der Bundesrepublik einen Präsidenten wählen könne, der seine Identität nicht ausschließlich durch eine politische Tätigkeit gewonnen habe.

#### Stellungnahmen während der Kandidatur
Im Mittelpunkt seiner Amtszeit sollte nach seinen eigenen Angaben das Werben für weitere Reformen stehen. Er habe „die Bundespräsidentschaft nie angestrebt“, sagte er am 4. März 2004. Doch könne er mit seiner Erfahrung etwas einbringen, „was Deutschland jetzt vor allen Dingen braucht, nämlich eine Diskussion und einen Prozess der Veränderungen nicht nur in der Wirtschaft“. Weiter müsse die Politik das Tempo erhöhen und schnellere Entscheidungen treffen.
Am 7. März 2004, bei seinem ersten politischen Auftritt nach der Nominierung, bezeichnete er die Inhalte und Pläne der so genannten Agenda 2010 der Bundesregierung als „bei Weitem nicht ausreichend“, man habe aber in Deutschland das Potenzial, mit den Herausforderungen fertigzuwerden. In Zukunft müsse den Menschen noch besser als bisher erklärt werden, warum die Reformen notwendig seien. Eine absolute Priorität müssten Wissenschaft und Bildung erlangen.
Am 10. März 2004 sagte Köhler in einem ZDF-Interview, er wolle ein Kandidat mit Ecken und Kanten sein. Zur Frage der Direktwahl des Bundespräsidenten durch das Volk zeigte er sich offen, dass man darüber diskutieren könne. Er sehe aber nicht die unbedingte Notwendigkeit dafür. Für Unruhe in der Union sorgte am 13. März 2004 eine Äußerung Köhlers, in der er öffentlich seine Hoffnung zum Ausdruck brachte, dass 2006 die CDU die Bundeskanzlerin stellen werde und dabei Angela Merkel namentlich nannte.

#### Wahl
Köhler wurde auf Vorschlag der damaligen Oppositionsführerin Angela Merkel am 23. Mai 2004 zum neunten Bundespräsidenten der Bundesrepublik Deutschland gewählt. Die aus 1.205 Mitgliedern bestehende Bundesversammlung wählte ihn im ersten Wahlgang mit 604 von 1.202 gültigen Stimmen. Er erhielt damit eine Stimme mehr als die für diesen Wahlgang erforderliche absolute Mehrheit. Seine Gegenkandidatin Gesine Schwan erhielt 589 Stimmen. Er trat das Amt am 1. Juli 2004 an.

#### Politisches Wirken in der ersten Amtszeit ab 2004

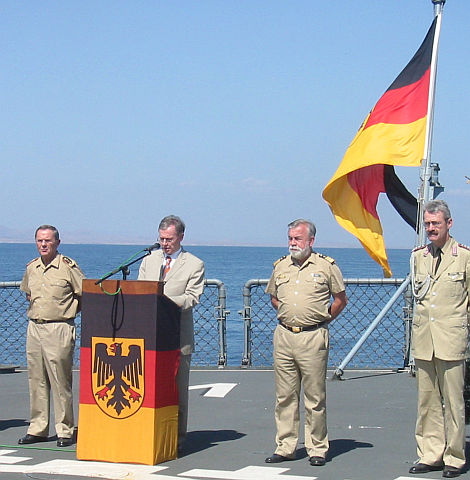
Köhler bei einer Ansprache auf der Fregatte Mecklenburg-Vorpommern im Jahr 2004

Köhler nahm häufig Stellung zu aktuellen politischen Fragen und eckte damit zuweilen bei Politikern aller Parteien an – trotz und wegen seiner verfassungsgemäß eingeschränkten Rolle als Bundespräsident. Als Bundespräsident gehörte Köhler zu den beliebtesten Politikern Deutschlands. In einer Meinungsumfrage des Wochenmagazins Der Spiegel aus dem Jahr 2005 konnte er sich deutlich höherer Zustimmungswerte erfreuen als Gerhard Schröder und auch Angela Merkel.
In der Rede nach seiner Wahl würdigte Köhler die Einheit Deutschlands. Er drängte darauf, Ängste zu überwinden sowie Selbstvertrauen zurückzugewinnen, wünschte sich ein „Deutschland der Ideen“ und forderte eine kinderfreundlichere Gesellschaft. Im September 2004 löste er in einem Interview eine Kontroverse aus, als er sagte, der Unterschied der Lebensverhältnisse zwischen Nord und Süd sowie zwischen Ost und West werde bleiben. Während Befürworter diese Äußerung nur als offenes Aussprechen einer Wahrheit ansahen, interpretierten Kritiker die Worte so, dass das Ziel der Angleichung der Lebensverhältnisse zwischen Ost und West nach Meinung des Bundespräsidenten aufzugeben sei.
Am 3. November 2004 wurden Pläne Hans Eichels und der Bundesregierung bekannt, den Tag der Deutschen Einheit als Feiertag abzuschaffen, um so das Wirtschaftswachstum zu erhöhen. Statt am 3. Oktober solle die Wiedervereinigung künftig immer am ersten Sonntag im Oktober gefeiert werden. Köhler kritisierte diese später aufgegebenen Planungen öffentlich.
Während einer mehrtägigen Israelreise aus Anlass der Aufnahme diplomatischer Beziehungen beider Länder vor 40 Jahren sprach Köhler am 2. Februar 2005 als zweiter deutscher Bundespräsident nach Johannes Rau vor dem israelischen Parlament, der Knesset. Bis auf die in Hebräisch gehaltene Begrüßung und das Schlusswort hielt er die Rede in deutscher Sprache. Köhler bekannte sich zur deutschen Verantwortung für die Shoa und zum Kampf gegen Judenfeindlichkeit. Er würdigte die besonderen, aber auch sehr engen Beziehungen zu Israel und sagte die Unterstützung Deutschlands für den Friedensprozess im Nahen Osten zu.
Am 8. Mai 2005 hielt Köhler im Reichstagsgebäude eine Rede zum Jahrestag des Endes des Zweiten Weltkrieges. In seiner Rede „Begabung zur Freiheit“ erklärte er, dass es keinen Schlussstrich geben könne. Kritiker bemängelten die aus ihrer Sicht unreflektierte Ansicht über die „Erfolgsgeschichte Deutschland“, die Aufbauleistung nach 1945, die er gegenüber dem Leid des Krieges und der NS-Diktatur zu sehr betont habe.
In seiner Rede Die Ordnung der Freiheit vom 15. März 2005 forderte Köhler, dass die Politik angesichts der Massenarbeitslosigkeit die Schaffung von Arbeitsplätzen als wichtiger einstufen solle als andere politische Ziele:

„Angesichts der Lage auf dem Arbeitsmarkt brauchen wir in Deutschland jetzt eine politische Vorfahrtsregel für Arbeit. Was der Schaffung und Sicherung wettbewerbsfähiger Arbeitsplätze dient, muss getan werden. Was dem entgegensteht, muss unterlassen werden. Was anderen Zielen dient, und seien sie noch so wünschenswert, ist nachrangig.“

Am 21. Juli 2005 löste Horst Köhler nach der auflösungsgerichteten Vertrauensfrage des Bundeskanzlers auf dessen Vorschlag den Deutschen Bundestag auf und setzte Neuwahlen am 18. September 2005 an. Zwei Bundestagsabgeordnete legten vor dem Bundesverfassungsgericht Klage gegen Köhlers Entscheidung ein. Das Gericht stellte jedoch am 25. August die Zulässigkeit der Auflösung des Parlaments fest und wies die Klagen zurück. Diesem Urteil stimmten sechs Richter zu, zwei Richter legten ihre abweichende Meinung in einem Minderheitsvotum dar.
Köhler sprach sich im Oktober 2005 bei einer Fachtagung der Bundesarbeitsgemeinschaft Hospiz entschieden gegen aktive Sterbehilfe aus:

„Nicht durch die Hand eines anderen sollen die Menschen sterben, sondern an der Hand eines anderen.“

Er plädierte zugleich dafür, den Umgang mit Patientenverfügungen gesetzlich zu regeln. Jeder Mensch müsse in jeder Phase seines Lebens entscheiden können, ob und welchen lebensverlängernden Maßnahmen er sich unterziehe.
Außenpolitisch setzte sich Köhler für eine Globalisierung mit verlässlichen Regeln sowie für eine faire Partnerschaft mit Afrika ein. Diesen Schwerpunkt setzte Köhler bereits in seiner Antrittsrede als Bundespräsident im Jahr 2004, als er deutsches Engagement in Afrika als eine Frage der Selbstachtung bezeichnete: „Für mich entscheidet sich die Menschlichkeit unserer Welt am Schicksal Afrikas. Ist es nicht eine Frage der Selbstachtung Europas, sich – mit Blick auf unsere eigenen Fundamente, unsere Werte und Geschichte – in Afrika ehrlich und großzügig zu engagieren – ist das nicht eine Frage der Selbstachtung Europas?“
Köhler gründete daraufhin die „Partnerschaft mit Afrika“. Als Initiative für einen „Dialog auf Augenhöhe“ brachte diese Staatschefs, Unternehmer, Intellektuelle, Studenten und Journalisten aus Europa und Afrika ins gegenseitige Gespräch. Auch sprach sich Köhler im März 2006 für den Einsatz der Bundeswehr vor den Wahlen in der Demokratischen Republik Kongo aus. Bei der Verleihung des neunten Weilheimer Literaturpreises zu Ehren Wole Soyinkas kritisierte Köhler das Afrikabild des Westens und zweifelte, ob koloniale Denkmuster tatsächlich überwunden seien. In der Berichterstattung werde Afrika vorwiegend als Krisen- und Katastrophenkontinent dargestellt, ebenso seien Schulbücher und Lehrmittel noch immer mit Klischees beladen. Am Vortag seines Rücktritts vom Amt des Bundespräsidenten präsentierte Köhler das von ihm herausgegebene Buch „Schicksal Afrika“. Neben Beiträgen von Autoren wie dem Literaturnobelpreisträger Wole Soyinka, dem ehemaligen Präsidenten Südafrikas Thabo Mbeki und Prinz Asfa-Wossen Asserate bekräftigte Köhler in „Schicksal Afrika“ seine Forderung nach einer fairen Partnerschaft mit Afrika und forderte ein Ende von Ungerechtigkeiten in europäischer Handels- und Agrarpolitik. Mit der Vielzahl von Reisen nach Afrika setzte Köhler ein Zeichen und fand Anerkennung über Parteigrenzen hinweg.
Am 24. Oktober 2006 fertigte Köhler erstmals ein Gesetz nicht aus. Die vom Bundestag beschlossene Privatisierung der Deutschen Flugsicherung (DFS) und das dazu verabschiedete Flugsicherungsgesetz sei mit dem Grundgesetz unvereinbar. In der Folge wurde das Gesetz fallen gelassen. Zum zweiten Mal verweigerte Köhler am 8. Dezember 2006 einem Vorhaben der Großen Koalition seine Zustimmung – seiner Meinung nach war das Verbraucherinformationsgesetz nicht mit dem Grundgesetz vereinbar. Die Neuregelung verstoße gegen das im Rahmen der Föderalismusreform drei Monate zuvor eingeführte Verbot, durch Bundesgesetze den Kommunen Aufgaben zu übertragen. Bundestag und Bundesrat verabschiedeten das Gesetz daraufhin ohne die vom Bundespräsidenten bemängelten Bestimmungen. Die Entscheidung vom Dezember 2006 rief Kritik aus den Reihen von Union und SPD an Köhlers Amtsverständnis hervor, worauf es zu einer Debatte um Notwendigkeit und Umfang der präsidialen Prüfungskompetenz kam.

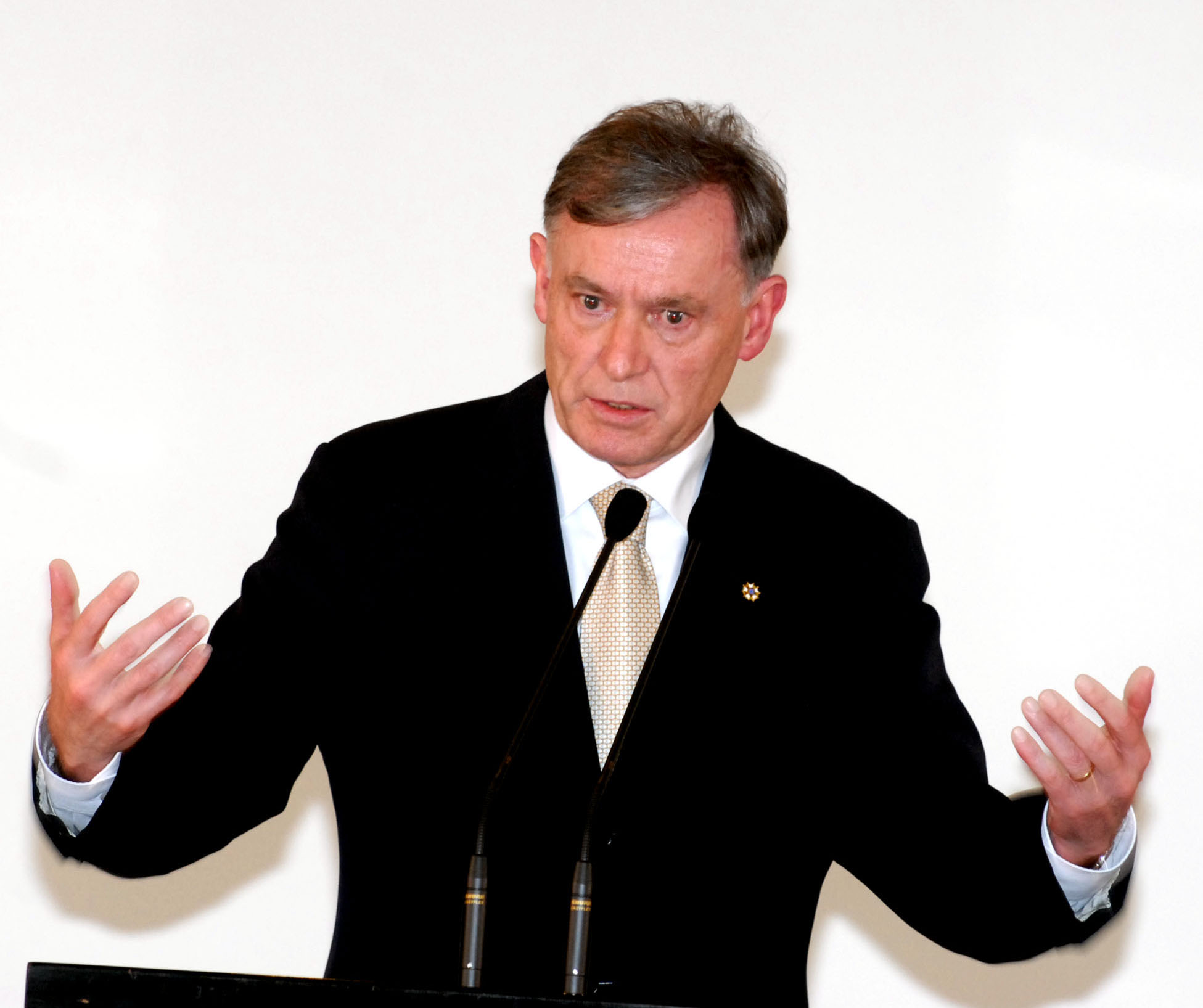
Horst Köhler bei einer Rede anlässlich des Staatsbesuches in Brasilien (2007)

Den EU-Grundlagenvertrag von Lissabon, der im Dezember 2007 von den europäischen Staats- und Regierungschef beschlossen und im April/Mai 2008 von Bundestag und Bundesrat bestätigt wurde, unterzeichnete Horst Köhler zunächst nicht. Auf Bitten des Bundesverfassungsgerichts, bei dem eine Klage gegen den Lissabon-Vertrag anhängig war, kündigte er an, die Ratifikationsurkunde erst nach einer positiven Entscheidung des Gerichts zu unterzeichnen. Das am 30. Juni 2009 verkündete Urteil stoppte den Ratifikationsprozess jedoch vorläufig, sodass die Ratifikationsurkunde bis zu einer erneuten Beschlussfassung von Bundestag und Bundesrat nicht unterzeichnet wurde. Am 23. September 2009 unterzeichnete Köhler dann, bereits in seiner zweiten Amtszeit (s. u.), die Begleitgesetze zur Umsetzung des Vertrages in Berlin. Zwei Tage darauf, nach der Verkündung der Gesetze im Bundesgesetzblatt, fertigte Köhler die Ratifikationsurkunde aus und noch am gleichen Tag wurde sie in Rom hinterlegt.
Vor dem Hintergrund der Finanzkrise ab 2007 sprach sich Köhler entschieden für eine Regulierung und „Bändigung“ der Finanzmärkte und des „Finanzkapitalismus“ aus.
Als Ort seiner ersten Berliner Rede zum Thema Bildung für alle wählte Horst Köhler 2006 die Aula einer Berliner Schule aus. Er hob die Bedeutung der Bildung hervor, verwies auf die PISA-Studien und forderte mehr Engagement aller. In seiner nächsten Berliner Rede, „Das Streben der Menschheit nach Glück verändert die Welt“, sprach Köhler über die Globalisierung und welche positiven und negativen Folgen das für die Menschen in Deutschland und in der Welt hat. 2008 lautete der Titel seiner Rede „Arbeit, Bildung, Integration“. Darin skizzierte der Bundespräsident die seiner Ansicht nach anstehenden notwendigen Reformen in Deutschland und lobte die schon erfolgten Reformschritte. Seine letzte Berliner Rede 2009 hatte den Titel „Die Glaubwürdigkeit der Freiheit“ und behandelte die mit der Finanzkrise verbundenen Herausforderungen.
Am 27. Januar 2009 hielt Köhler die Hauptrede anlässlich der Gedenkstunde zum Tag des Gedenkens an die Opfer des Nationalsozialismus vor dem Deutschen Bundestag. Am 21. März 2009 hielt Bundespräsident Köhler die Trauerrede für die Opfer des Amoklaufs von Winnenden. In seiner Rede forderte Köhler eine gesellschaftliche Kultur der gegenseitigen Wertschätzung und Sorge füreinander und regte eine schärfere Kontrolle gewaltverherrlichender Filme und Computerspiele an.

#### Wiederwahl und zweite Amtszeit

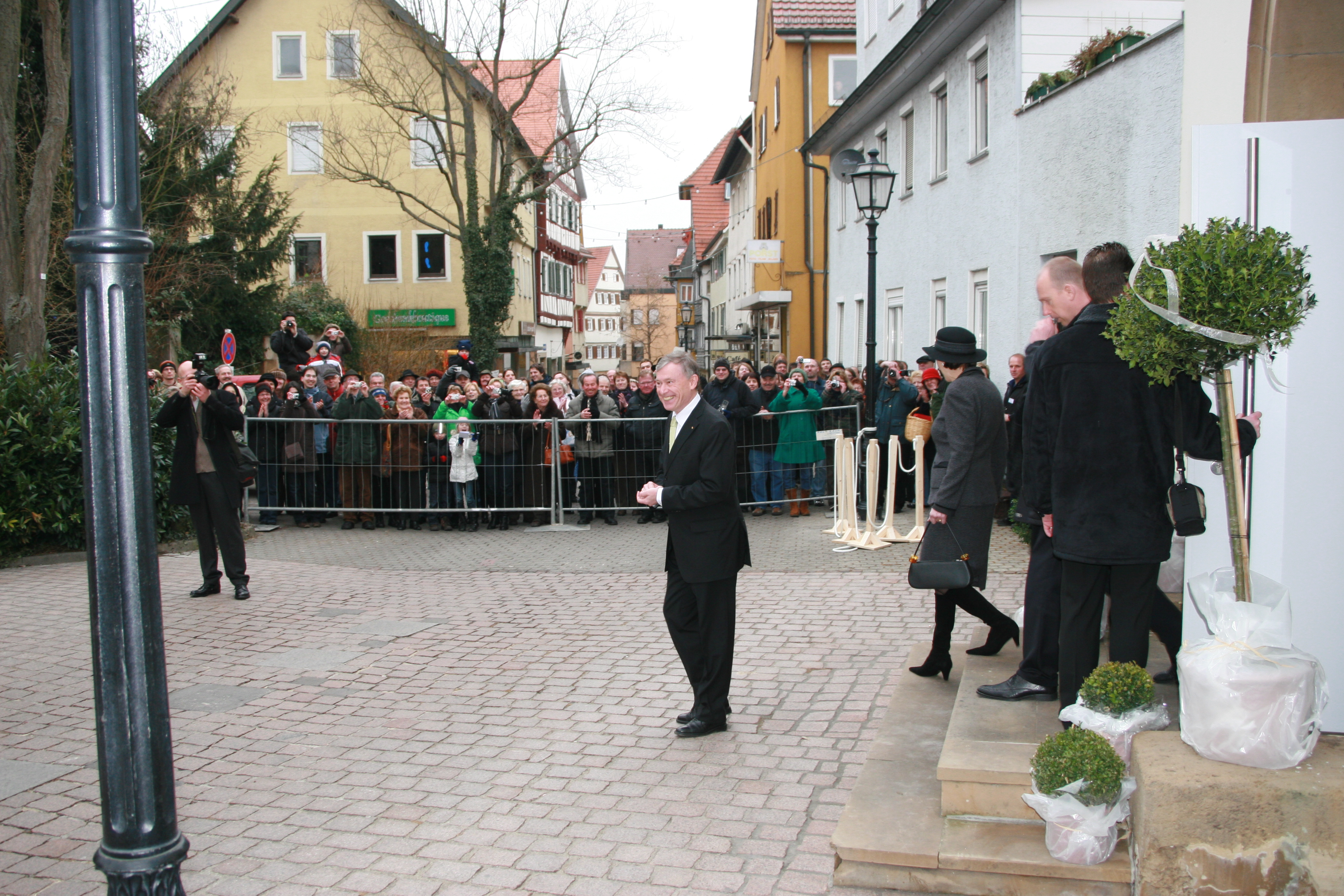
Horst Köhler in Brackenheim (2009)

Am 22. Mai 2008 erklärte Köhler, bei der für den 23. Mai 2009 einberufenen 13. Bundesversammlung erneut für das Amt des Bundespräsidenten zu kandidieren. Wie 2004 stellte sich Köhler erneut der SPD-Kandidatin Gesine Schwan. Er konnte sich auf die Unterstützung des bürgerlichen Lagers aus CDU, CSU, FDP und den Freien Wählern stützen, die über eine knappe Mehrheit von 614 Stimmen in der Bundesversammlung verfügten. Horst Köhler wurde am 23. Mai im ersten Wahlgang mit 613 Stimmen für eine zweite Amtszeit, die am 1. Juli 2009 begann, als Bundespräsident wiedergewählt.
Köhler schlug dem 17. Deutschen Bundestag die Wahl von Angela Merkel zur Bundeskanzlerin vor und ernannte das II. Kabinett Merkel.
Dem Bundespräsidenten Köhler widmete Papst Benedikt XVI. am 4. Dezember 2009 ein Konzert in der Sixtinischen Kapelle des Vatikans aus Anlass von 60 Jahren Grundgesetz und 20 Jahren seit den Ereignissen von 1989.
Köhler ging im Frühjahr 2010 auf kritische Distanz zur Politik der schwarz-gelben Koalition unter Angela Merkel. Er war unzufrieden mit der bisherigen Arbeit, das Volk erwarte „tatkräftiges Regieren“. Für eine Steuersenkung sah er keinen Spielraum. Er sparte auch nicht an Kritik am Wachstumsbeschleunigungsgesetz: „Als sei es der Staat, der für immer mehr, immer schnelleres Wachstum sorgen könne.“

#### Kontroverse um Auslandseinsätze

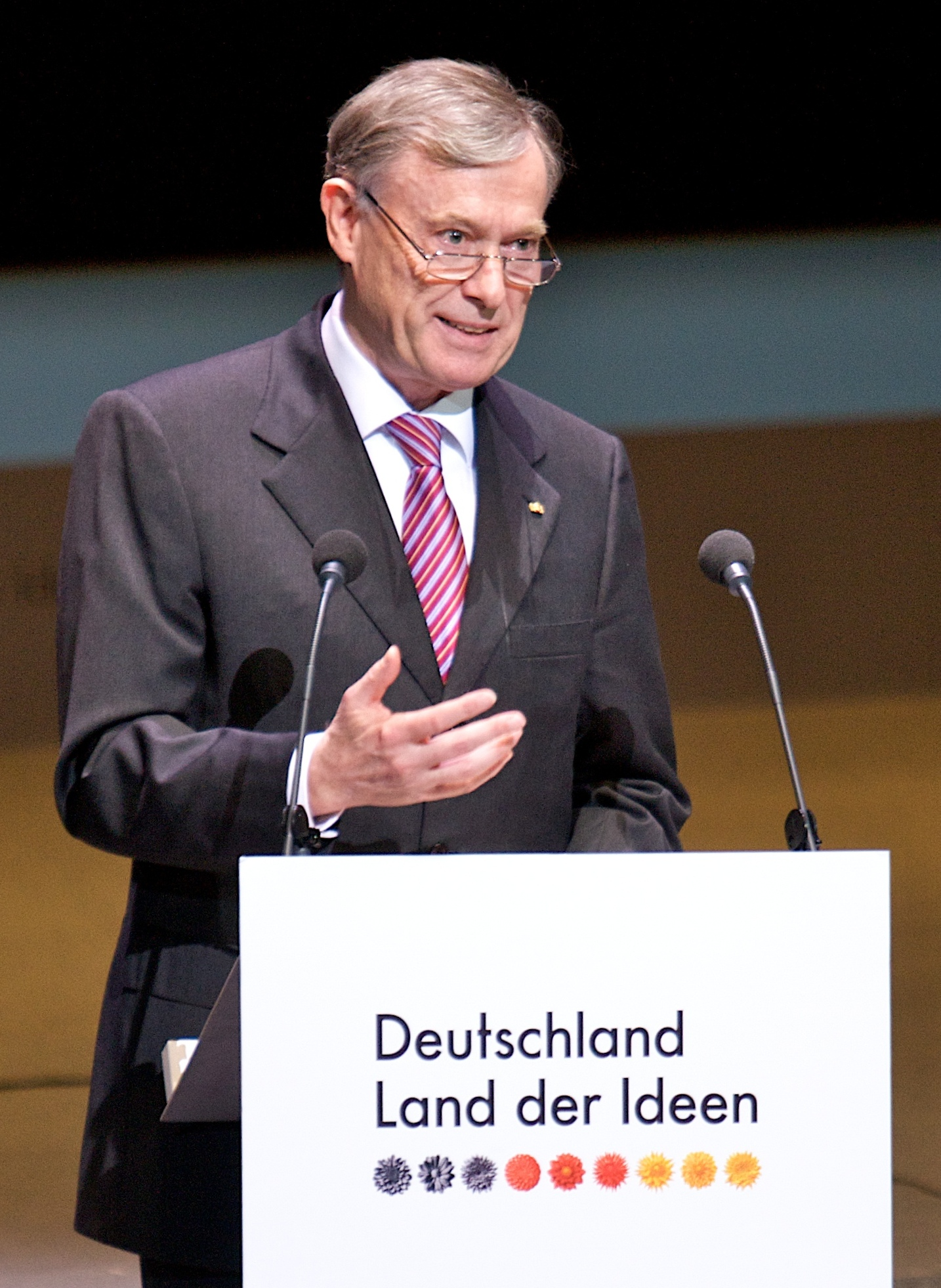
Horst Köhler, 2010

Ende Mai 2010 äußerte Köhler während eines Interviews auf dem Rückflug nach einem Besuch von Bundeswehr-Truppen in Afghanistan auf die Frage des Deutschlandradio-Kultur-Journalisten Christopher Ricke, ob das bestehende Afghanistan-Mandat ausreiche, weil Deutschland sich inzwischen in einem Krieg befände, oder wir ein klares Bekenntnis zu dieser kriegerischen Auseinandersetzung brauchten, oder einen neuen politischen Diskurs:

„Nein, wir brauchen einen politischen Diskurs in der Gesellschaft, wie es kommt, dass Respekt und Anerkennung zum Teil doch zu vermissen sind, obwohl die Soldaten so eine gute Arbeit machen. […] Wir kämpfen dort auch für unsere Sicherheit in Deutschland, wir kämpfen dort im Bündnis mit Alliierten, mit anderen Nationen auf der Basis eines Mandats der Vereinten Nationen, einer Resolution der Vereinten Nationen. […] Meine Einschätzung ist aber, dass insgesamt wir auf dem Wege sind, doch auch in der Breite der Gesellschaft zu verstehen, dass ein Land unserer Größe mit dieser Außenhandelsorientierung und damit auch Außenhandelsabhängigkeit auch wissen muss, dass im Zweifel, im Notfall auch militärischer Einsatz notwendig ist, um unsere Interessen zu wahren, zum Beispiel freie Handelswege, zum Beispiel ganze regionale Instabilitäten zu verhindern, die mit Sicherheit dann auch auf unsere Chancen zurückschlagen negativ durch Handel, Arbeitsplätze und Einkommen. Alles das soll diskutiert werden und ich glaube, wir sind auf einem nicht so schlechten Weg. […] Es wird wieder sozusagen Todesfälle geben. Nicht nur bei Soldaten, möglicherweise auch durch Unfall mal bei zivilen Aufbauhelfern. […] Man muss auch um diesen Preis sozusagen seine am Ende Interessen wahren. […]“

Diese Aussagen wurden von einigen Regierungs- und Oppositionspolitikern teils heftig kritisiert. Der Fraktionsvorsitzende von Bündnis 90/Die Grünen, Jürgen Trittin, reagierte auf Köhlers Äußerung mit dem Vergleich zu historischer Kanonenbootpolitik. Mit der Rechtfertigung bewaffneter Außenhandelspolitik stünde Köhler nicht mehr auf dem Boden des Grundgesetzes. Ruprecht Polenz bezeichnete Köhlers Ausführungen als „missverständlich“ und „keine besonders glückliche Formulierung“. Andere sprachen von „präsidialem Fehltritt“, von „extremen Positionen“, die Äußerungen seien „brandgefährlich“, weder die Mandate noch die Verfassung deckten „Wirtschaftskriege“ ab. Die Äußerungen seien „mit der Verfassung nicht zu vereinbaren“, das „Grundgesetz erlaube keine Wirtschaftskriege“, die Äußerungen seien „verfassungsrechtlich schwerlich gedeckt“. Gregor Gysi hingegen, Fraktionsvorsitzender der Linken im Bundestag, begrüßte die Äußerungen, denn „wir [die Linken] sind ja diejenigen, die immer gesagt haben, dass es nicht um Schultüten geht, sondern dass wirklich wirtschaftliche Gründe hinter dem Afghanistankrieg stehen“. Dagegen gab Verteidigungsminister Karl-Theodor zu Guttenberg zu bedenken, zwar begründe sich der Afghanistan-Einsatz selbst nicht auf wirtschaftlichen Interessen, es handele sich vielmehr um ein UN-Mandat, das dem Kampf gegen den Terrorismus und der Stabilisierung der Region dienen solle. Wirtschaftsinteressen und Sicherheitspolitik könnten aber „in Verbindung stehen“.
Köhler ließ erklären, „diese Äußerungen […] beziehen sich auf die vom Deutschen Bundestag beschlossenen aktuellen Einsätze der Bundeswehr wie zum Beispiel die Operation Atalanta gegen Piraterie“, der Afghanistan-Einsatz der Bundeswehr erfolge auf Grundlage eines UN-Mandats. Die verteidigungspolitische Sprecherin der Bundestagsfraktion der FDP, Elke Hoff, verwies auf die Übereinstimmung der Äußerungen Köhlers mit Formulierungen des 2006 von der Bundesregierung veröffentlichten Weißbuchs der Bundeswehr. 2003 hatte bereits der Europäische Rat in seiner Europäischen Sicherheitsstrategie darauf verwiesen, dass die „Energieabhängigkeit Europas in besonderem Maße Anlass zur Besorgnis gebe“ und der Einsatz von Instrumenten „bis hin zum militärischen Einsatz als letztem Mittel“ der Konfliktprävention und der Krisenbewältigung notwendig sein könne. 2008 hatte die CDU/CSU-Fraktion des Bundestags eine „Sicherheitsstrategie für Deutschland“ veröffentlicht, in der es heißt: „Die Herstellung von Energiesicherheit und Rohstoffversorgung kann auch den Einsatz militärischer Mittel notwendig machen, zum Beispiel zur Sicherung von anfälligen Seehandelswegen oder von Infrastruktur wie Häfen, Pipelines, Förderanlagen etc.“
Die Erklärung seines Pressesprechers zu dem kritisierten Radiointerview und die Übereinstimmung seiner Äußerungen mit politischen Erklärungen dieser Gremien fanden in der Öffentlichkeit kaum Widerhall, die Kritik verstummte nicht.

#### Rücktritt
Am 31. Mai 2010 erklärte Köhler überraschend seinen sofortigen Rücktritt vom Amt des deutschen Bundespräsidenten:

„Meine Äußerungen zu Auslandseinsätzen der Bundeswehr vom 22. Mai dieses Jahres sind auf heftige Kritik gestoßen. Ich bedaure, dass meine Äußerungen in einer für unsere Nation wichtigen und schwierigen Frage zu Missverständnissen führen konnten. Die Kritik geht aber so weit, mir zu unterstellen, ich befürwortete Einsätze der Bundeswehr, die vom Grundgesetz nicht gedeckt wären. Diese Kritik entbehrt jeder Rechtfertigung. Sie lässt den notwendigen Respekt für mein Amt vermissen. Ich erkläre hiermit meinen Rücktritt vom Amt des Bundespräsidenten – mit sofortiger Wirkung. Ich danke den vielen Menschen in Deutschland, die mir Vertrauen entgegengebracht und meine Arbeit unterstützt haben. Ich bitte Sie um Verständnis für meine Entscheidung. Verfassungsgemäß werden nun die Befugnisse des Bundespräsidenten durch den Präsidenten des Bundesrates wahrgenommen. Ich habe Herrn Bürgermeister Böhrnsen über meine Entscheidung telefonisch unterrichtet, desgleichen den Herrn Präsidenten des Deutschen Bundestages, die Frau Bundeskanzlerin, den Herrn Präsidenten des Bundesverfassungsgerichts und den Herrn Vizekanzler. Es war mir eine Ehre, Deutschland als Bundespräsident zu dienen.“

Auf Köhlers Rücktritt angesprochen, sagte Bundeskanzlerin Merkel: „Ich war überrascht, natürlich, und habe versucht, ihn in dem Telefonat noch einmal umzustimmen. Das ist leider nicht gelungen. Und deshalb sage ich, ich bedaure diesen Rücktritt aufs Allerhärteste.“ Sie soll Köhler auch gewarnt haben, dass sein Rücktritt eine Staatskrise auslösen könne und das Vertrauen in das Amt beschädige. Auch er selbst mache sich angreifbar, weil sein Schritt nicht klar nachvollziehbar sei. Der Rücktritt wurde von vielen Politikern bedauert, von anderen, auch aus den Regierungsparteien, so Baden-Württembergs Ministerpräsidenten Stefan Mappus, als „unbegründet“, „unnötig“ oder „übertrieben“ bezeichnet. In der deutschen und ausländischen Presse wurde an Köhlers Beliebtheit in der Bevölkerung erinnert, aber ebenso der Vorwurf erhoben, er habe unzureichend zwischen seiner Person und seinem Amt unterschieden, Kritik gehöre zu einer demokratischen Öffentlichkeit, durch den Rücktritt habe er sich selbst und dem Amt geschadet, sein Abgang sei illoyal und feige gewesen. Gemäß Art. 54 Absatz 4 Grundgesetz wurde der Zusammentritt der Bundesversammlung zur Wahl eines neuen Bundespräsidenten für den 30. Juni 2010 angesetzt. Bis dahin übernahm Bundesratspräsident Jens Böhrnsen kommissarisch nach Art. 57 Grundgesetz die Amtsgeschäfte.
Am 15. Juni 2010 wurde Horst Köhler mit dem Großen Zapfenstreich im Park von Schloss Bellevue feierlich verabschiedet. Er lieferte dabei keine zusätzlichen Erklärungen für seinen Rückzug. Auf einem Empfang kurz vor dem Großen Zapfenstreich sagte Köhler: „Zu den Gründen meines Rücktritts habe ich mich öffentlich geäußert; ich habe dem von mir aus nichts hinzuzufügen. Ich habe eine Entscheidung getroffen, die ich für richtig hielt und weiterhin für richtig halte. Respekt und Wahrhaftigkeit sollten in der politischen Kultur unseres Landes einen festen Platz erhalten.“
Nach dem Ausscheiden aus dem Amt hatte Köhler Anspruch darauf, seine Amtsbezüge mit Ausnahme der Aufwandsgelder auf Lebenszeit als Ehrensold weitergezahlt zu bekommen, wobei Pensionsansprüche aus anderen öffentlichen Ämtern voll anrechenbar waren. Laut Bild am Sonntag verzichtete Köhler jedoch auf seinen Ehrensold.

#### Debatte um Rücktritt
Die Süddeutsche Zeitung vermutete einen Zusammenhang mit der eiligen Verabschiedung der Griechenlandhilfe, die Köhler stets abgelehnt hatte. Als weiteren Grund sah sie den Tod seines persönlichen Freundes Gert Haller im April 2010 und die Probleme, die nach dessen Ausscheiden als Chef des Bundespräsidialamtes aufgetreten seien.
Köhler widersprach diesen Mutmaßungen. In einem Interview mit der Wochenzeitung Die Zeit im Juni 2011 bekräftigte er die bereits zu seinem Rücktritt erklärten Gründe. Wörtlich wird er zitiert: „Die Angriffe auf mich im Zusammenhang mit meinen Äußerungen über sicherheitspolitische Interessen Deutschlands waren ungeheuerlich und durch nichts gerechtfertigt.“ Man habe sich damals fragen müssen, ob man dem Bundespräsidenten angesichts der deutschen Geschichte des 20. Jahrhunderts Schlimmeres vorwerfen könne. Eckart Lohse äußerte in der FAZ, rückschauend betrachtet wirke die den Rücktritt auslösende Bemerkung zu den Sicherheitsinteressen Deutschlands prophetisch. Hubertus Vollmer von ntv sah durch den Rücktritt gar das Amt des Bundespräsident beschädigt, da Köhler in einer Demokratie auch überzogene persönliche Kritik ertragen müsse.

### Wirken als Altbundespräsident

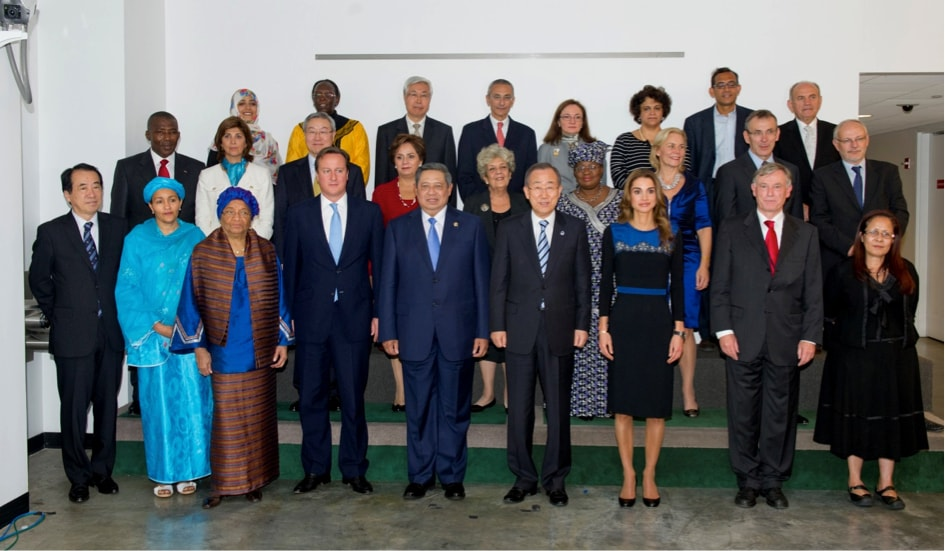
Horst Köhler als Mitglied des „High Level Panel of Eminent Persons on the Post-2015 Development Agenda“ der Vereinten Nationen

Nach seinem Rücktritt absolvierte Köhler zunächst keine öffentlichen Auftritte. Köhler „reißt sich seitdem nicht um Aufmerksamkeit“, schrieb Die Welt 2017 in einem Porträt des Altbundespräsidenten. Auch nach seiner Amtszeit als Bundespräsident blieb Köhler jedoch weiterhin politisch aktiv und engagierte sich vor allem für die Themen Afrika, Nachhaltigkeit und Transformation sowie Globale Partnerschaft.
Ab Herbst 2010 beteiligte sich Köhler an der „Palais-Royal-Initiative“, die unter der Leitung von Michel Camdessus, Alexandre Lamfalussy und Tommaso Padoa-Schioppa Reformansätze für das Internationale Währungssystem erarbeitete. Am 24. Januar 2011 stellte Köhler die Ergebnisse der Initiative in Rahmen eines Vortrags an der Universität Tübingen vor.
2011 besuchte er seinen Geburtsort Skierbieszów und traf Zeitzeugen, die Terror und Umsiedlung der Aktion Zamość überlebt hatten. Bei seinem Besuch im November 2022 bezeichnete er das 2020 vom Bundestag beschlossene Denkmal für die Opfer der deutschen Besatzung in Polen als überfällig. Er glaubte, „dass in Deutschland zu wenige über die Aktion Zamość wissen.“ Bislang berichteten nur polnische Medien über diesen Besuch.
2012 berief UN-Generalsekretär Ban Ki-moon Horst Köhler in das „High Level Panel of Eminent Persons on the Post-2015 Development Agenda“ der Vereinten Nationen. Am 30. Mai 2013 überreichte das Panel Ban Ki-moon einen Abschlussbericht und trug damit zur Entstehung der Agenda 2030 für Nachhaltige Entwicklung bei.

Köhler galt als großer Afrikakenner. Sein Nachfolger, Joachim Gauck, bat Köhler deshalb wiederholt, ihn auf Staatsreisen nach Afrika offiziell zu vertreten. Im September 2013 reiste er stellvertretend für Bundespräsident Joachim Gauck nach Mali, um dort der Amtseinführung des neuen Präsidenten Ibrahim Boubacar Keïta beizuwohnen. Auch zu den Feierlichkeiten zum 25. Unabhängigkeitstag Namibias und der gleichzeitigen Amtseinführung des Präsidenten Hage Geingob, im März 2015, wurde Gauck durch Horst Köhler vertreten.

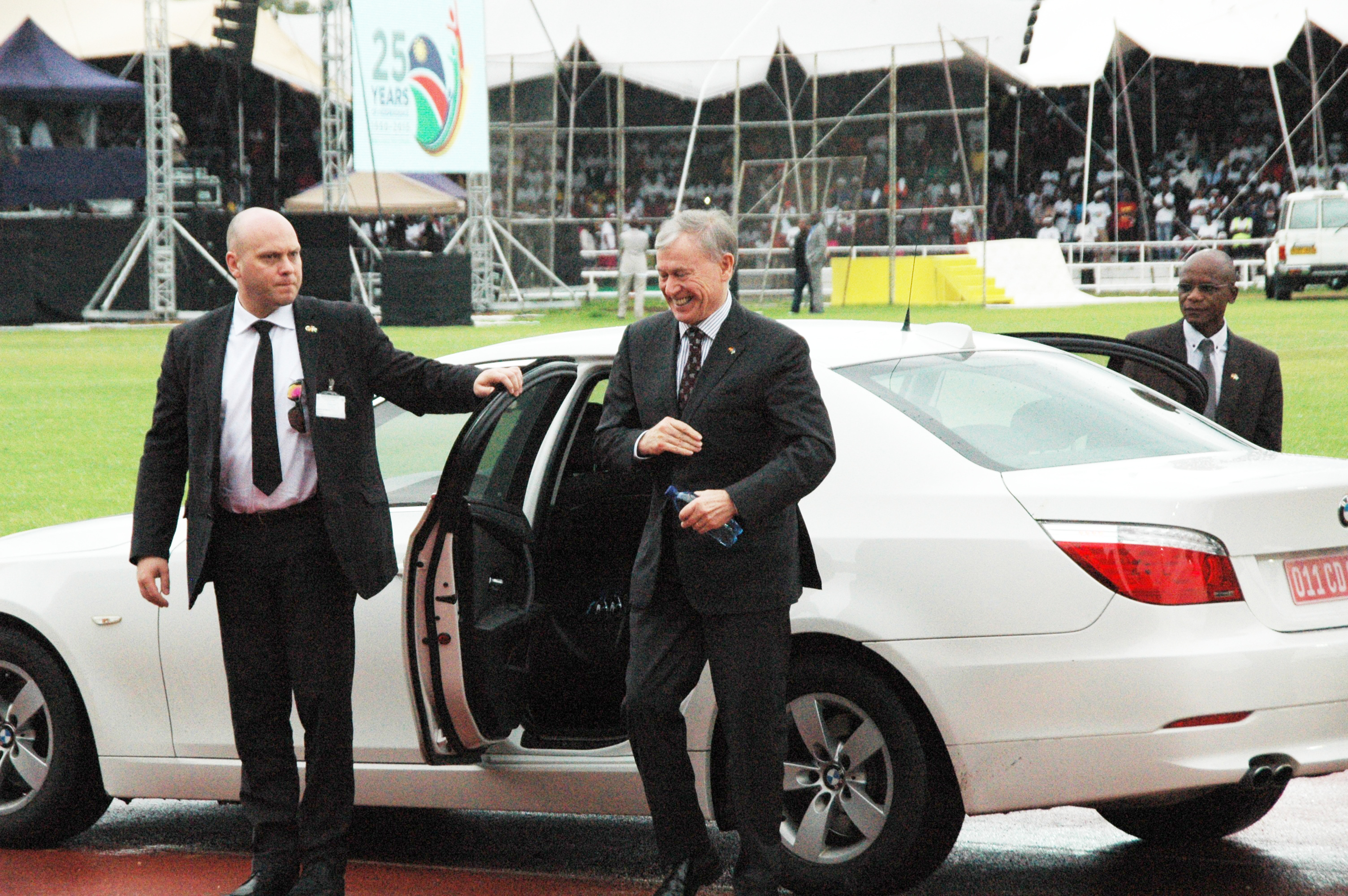
Köhler als offizieller Vertreter Deutschlands bei der Vereidigung des namibischen Präsidenten Hage Geingob (2015)

Im Juli 2016 vertrat er die Bundesrepublik Deutschland bei der gemeinsamen Veranstaltung von Franzosen und Briten zum 100. Gedenktag der Schlacht an der Somme in Thiepval.
Im Jahr 2016 übernahm Köhler gemeinsam mit Kofi Annan den Vorsitz eines „Special Panels“ der Afrikanischen Entwicklungsbank. Das Panel berät die Entwicklungsbank in der Umsetzung ihrer 10-Jahres-Strategie.
Horst Köhler äußerte sich immer wieder öffentlich zu gesellschaftlichen und politischen Debatten. In einem Interview mit der Rheinischen Post vom Oktober 2016 kritisierte er erneut die einseitige öffentliche Wahrnehmung Afrikas als Krisenkontinent und mahnte, dass das deutsche Afrikabild mehr „über uns […] als über Afrika“ aussage. An gleicher Stelle forderte Köhler den Ausbau legaler Migrationswege als Teil einer umfassenden Afrikastrategie, die den Kontinent „zu einem Kernthema europäischer Außenpolitik“ macht. Auch in einem Interview für die Sendung Berlin Direkt äußerte sich Köhler zur Flüchtlingsdebatte. Köhler warnte, dass Fluchtbewegungen nicht zu verhindern seien, solange Europa es versäume, in „großem, massiven Umfang Investitionen nach Afrika“ zu bringen.
Im November 2016 hielt Köhler anlässlich der Verleihung des Millennium-Bambis die Laudatio auf den Preisträger, Papst Franziskus. Er lobte die Menschlichkeit des Papstes sowie dessen Einsatz für Flüchtlinge und warnte gleichzeitig vor dem Erstarken populistischer Kräfte. Zum 25. Jubiläum der Deutschen Bundesstiftung Umwelt hielt Köhler eine vielbeachtete Festrede, die in Teilen von der Wochenzeitung Die Zeit abgedruckt wurde. In der Rede forderte Köhler eine gesellschaftliche Transformation für ein nachhaltiges und faires Wirtschaftsmodell:
„Es gibt nur eine Möglichkeit: Wenn wir die extreme Armut beenden wollen und wenn wir dabei den Planeten nicht zerstören wollen, dann muss die Transformation zuallererst bei uns in den Industrieländern beginnen. Sie muss verändern, wie wir Energie produzieren und verbrauchen, wie wir uns fortbewegen, wie wir uns ernähren.“
Bereits 2006 gründete Köhler zusammen mit seiner Frau die Eva Luise und Horst Köhler Stiftung für Menschen mit seltenen Erkrankungen. Die Stiftung setzt sich für die Forschung auf dem Gebiet der Seltenen Erkrankungen ein und vergibt dazu seit 2007 jährlich den mit 50.000 Euro dotierten Eva Luise Köhler Forschungspreis. Auch seine Honorarprofessur an der Universität Tübingen übte Köhler weiterhin aus. Zur Erfüllung nachwirkender Verpflichtungen als Alt-Bundespräsident unterhielt Köhler ein Büro in Berlin.

### Privates
Köhler war evangelisch. Er nahm beim Deutschen Evangelischen Kirchentag 2007 an der Diskussion „Weltwirtschaft gestalten“ und „Globalisierung gestalten“ teil und setzte sich für eine partnerschaftliche Zusammenarbeit Europas mit Afrika ein. Köhler heiratete 1969 Eva Luise Köhler, die sich zeitweise als SPD-Mitglied kommunalpolitisch engagierte. Sie bekamen zwei Kinder, einen Sohn, geboren 1977, und eine Tochter, geboren 1973, die als Teenager an Retinopathia pigmentosa erkrankte und dadurch erblindete. Die Familie Köhler unterhielt Wohnsitze in Berlin und im Chiemgau und während seiner Tätigkeiten in Bonn auch in Meckenheim. Im Mai 2011 reiste Köhler auf Einladung der polnischen Regierung erstmals seit Kriegsende in seine polnische Geburtsstadt. Köhler war von 1993 bis 2004 Mitglied des Rotary Club Bonn und wurde nach seinem Rücktritt als Bundespräsident 2011 zum Ehrenmitglied des Clubs ernannt.
Horst Köhler starb am 1. Februar 2025 nach kurzer schwerer Krankheit im Alter von 81 Jahren in Berlin. Am 18. Februar 2025 wurde Köhler mit einem Staatsakt im Berliner Dom geehrt und anschließend in Berlin beigesetzt. Als Redner würdigten Bundespräsident Frank-Walter Steinmeier, der österreichische Altbundespräsident Heinz Fischer, der frühere Präsident Kenias Uhuru Kenyatta und der CSU-Politiker Theo Waigel den Verstorbenen für seine Verdienste. Sein Grab auf dem Dahlemer St. Annen-Friedhof ist als Ehrengrab der Stadt Berlin gewidmet.

## Ehrenämter und Schirmherrschaften (Auswahl)
Köhlers ehrenamtliches Engagement umfasste zuletzt unter anderem folgende Ämter:
- Schirmherr des Bündnisses Aktion Deutschland Hilft
- Vorstand des Kuratoriums der Hermann Kunst-Stiftung zur Förderung der neutestamentlichen Textforschung[106]
- Vorsitzender des Senats der Deutschen Nationalstiftung
- Mitglied im Kuratorium der Friede Springer Stiftung ab 2011[107]
- Co-Vorsitzender, Emerging Markets Forum (EMF)[108]
- Co-Vorsitzender, Special Panel der Afrikanischen Entwicklungsbank[109]
- Ehrenvorsitzender und Mitglied, früher Vorsitzender, des Kuratoriums der Friedrich von Hayek Stiftung[110]
- Schirmherr des Operndorf Afrika[111]
- Schirmherr des Horst Köhler Fellowship Programme der Lindauer Nobelpreisträgertagungen[112]
- Mitglied des Kuratoriums der Stiftung Weltethos[113]
- Mitglied des Kuratoriums des Wittenberg-Zentrums für globale Ethik[114]
- Ehrenmitglied des Club of Rome
- Schirmherr des Bürgerrats Klima
- Mitglied des Club de Madrid
- Ehrensenator der Deutschen Nationalstiftung
- Ehrenpräsident des Deutschen Künstlerbundes
- Ehrensenator der Eberhard Karls Universität Tübingen
- Mitglied im Preiskomitee der Mo Ibrahim Foundation

## Orden und Auszeichnungen
- 2002: Verdienstmedaille des Landes Baden-Württemberg
- 2003: Großes Goldenes Ehrenzeichen mit dem Stern für Verdienste um die Republik Österreich[115]
- 2004: Sonderstufe des Großkreuzes des Verdienstordens der Bundesrepublik Deutschland (als Bundespräsident von Amts wegen verliehen)
- 2004: Honorary Knight Grand Cross des Order of the Bath[116]
- 2005: Orden des Weißen Adlers
- 2005: Großkreuz mit Collane des Ordens Vytautas des Großen[117]
- 2006: Großkreuz mit Ordenskette des Verdienstordens der Italienischen Republik
- 2007: Großkreuz des Sankt-Olav-Ordens
- 2007: Großkreuz des Ordens vom Niederländischen Löwen für außergewöhnliche Verdienste um das Königreich der Niederlande
- 2009: Großkreuz mit Collane des Ordens des Infanten Dom Henrique[118]
- 2011: Karl-Preusker-Medaille
- 2011: Alexander-Rüstow-Plakette der Aktionsgemeinschaft Soziale Marktwirtschaft[119]
- 2014: Ehrenpreis des Deutschen Nachhaltigkeitspreises
- 2014: Adam-Smith-Preis für marktwirtschaftliche Umweltpolitik[120]
- 2015: Martin-Luther-Medaille zusammen mit seiner Ehefrau für ihr politisches und soziales Engagement in und für Afrika[121]
- 2015: CARE-Millenniumspreis für sein Engagement gegen Armut[122]
- 2017: Weltwirtschaftlicher Preis, gemeinsam verliehen durch das Institut für Weltwirtschaft (IfW), die Stadt Kiel und die Industrie- und Handelskammer Kiel[123]
- 2020: Dag-Hammarskjöld-Ehrenmedaille durch die Deutsche Gesellschaft für die Vereinten Nationen (DGVN)[124]
- 2024: Walter-Scheel-Preis

## Veröffentlichungen
- Freisetzung von Arbeit durch technischen Fortschritt. Sprint, Tübingen 1977, DNB 780507088 (Zugl.: Tübingen, Univ., Diss., 1977).
- Offen will ich sein und notfalls unbequem. Hoffmann und Campe Verlag, Hamburg 2004, ISBN 978-3-455-09477-0 (Enthält die Niederschrift eines ausführlichen Interviews und gliedert sich in die Kapitel Werte und Motive, Jugend und Familie, Studium und Karriere, Begegnungen, Deutschlands Stärken, Deutschlands Schwächen, Deutschlands Rolle in der Welt und Amtsverständnis; im Anhang finden sich ein Lebenslauf, ein Bildquellenverzeichnis und ein Register).
- Als Herausgeber mit Henning Mankell: Schicksal Afrika: Denkanstöße und Erfahrungsberichte. Rowohlt Taschenbuch, Reinbek bei Hamburg 2010, ISBN 978-3-499-62644-9.